# Beatriz Colomina
Beatriz Colomina (1952) és una historiadora de l'arquitectura valenciana.
Filla de l'arquitecte Miguel Colomina Barberá, va començar Arquitectura a la Escola Tècnica Superior d'Arquitectura de València quan el seu pare n'era director, i es va traslladar a l'Escola Tècnica Superior d'Arquitectura de Barcelona per completar la seva formació. En 1981 va donar classe al New York Institute for the Humanities i a la Universitat de Colúmbia el 1982 i es va traslladar a l'Escola d'Arquitectura de la Universitat de Princeton en 1988, per posteriorment convertir-se en la seva directora d'estudis de postgrau. És la directora fundadora del Programa en Mitjans i modernitat a la Universitat de Princeton, i ha estat nomenada fellow per a la Facultat de Virginia 2003.
Ha escrit extensament sobre qüestions d'arquitectura i d'institucions modernes de representació, especialment sobre mitjans de comunicació impresos, fotografia, publicitat, cinema i televisió. Els seus llibres inclouen Privacy and Publicity: Modern Architecture as Mass Media (1994), guardonat amb el Premi Internacional del Llibre 1995 per l'Institut Americà d'Arquitectes; Sexuality and Space (Editor, 1992), guardonat amb el Premi Internacional del Llibre AIA 1993; i Architecture production (Editor, 1988).
Té un assaig publicat dins el llibre The Sex of Architecture (Abrams, 1996). És autora de nombrosos articles i ha donat nombroses conferències en tot el món, inclòs el Museu d'Art Modern de Nova York; l'Institut d'Arquitectura del Japó, Tòquio; el Centre d'Art Contemporani i Arquitectura d'Estocolm; i la Fundació DIA Art a Nova York. Colomina ha estat membre del consell editorial de publicacions periòdiques tals com Assemblage, Dédalo... També ha rebut moltes subvencions i beques, inclòs el Samuel H. Kress Senior Fellowship al CASVA (Center for Advanced Studies in the Visual Arts), SOM Foundation, Le Corbusier Foundation, Graham Foundation, the CCA (Canadian Centre for Architecture), The American Academy a Berlin i el Getty Center a Los Angeles.
Colomina va rebre una beca de la Fundació Graham pel seu projecte de recerca "X-Ray Arquitectura: la malaltia com a metàfora".

## Publicacions
- Sexuality and Space (Princeton Architectural Press, 1992)
- Privacy and Publicity: Modern Architecture as Mass Media (MIT Press, 1994)
- Domesticity at War (MIT Press, 2007)
- Clip/Stamp/Fold: The Radical Architecture of Little Magazines 196X–197X (Actar, 2010)
- Manifesto Architecture: The Ghost of Mies (Sternberg Press, 2014)
- The Century of the Bed (Verlag fur Moderne Kunst, 2015)
- Are We Human? Notes on an Archaeology of Design (Lars Müller Publishers, 2016)